# Colonel Hathi
Le colonel Hathi est un personnage de fiction qui est apparu pour la première fois dans le long métrage d'animation Le Livre de la jungle. Il est inspiré du personnage homonyme tiré du roman Le Livre de la jungle (1884) de Rudyard Kipling.

## Le personnage
Le colonel est un éléphant d'Asie. Il dirige militairement une troupe d'éléphants les obligeant à patrouiller dans la jungle, sans raison apparente. Il a un passé prestigieux dans l'armée anglaise, ayant notamment reporté la Victoria Cross. La troupe est composée d'éléphants divers dont sa femme, Winifred (qu'il commande en troupe mais qui semble le mener à la baguette en privé) ainsi que son fils, Junior, pour qui il a une immense patience et tolérance.
Il incorpore temporairement Mowgli dans sa troupe et aide, sans résultat, Baloo et Bagheera à le retrouver.
Il est présenté comme bourru, pontifiant, nostalgique de son glorieux passé militaire, très attaché à la discipline mais également affectueux et bienveillant.
Il est en bonne entente avec tous les animaux de la forêt, dont Shere Khan, ne faisant pas de politique, comme tout bon militaire haut gradé.

## Interprètes
- voix anglaises
  - J. Pat O'Malley (Le Livre de la jungle)
  - Jim Cummings (Le Livre de la jungle 2)
- voix françaises 
  - Jean Martinelli (Le Livre de la jungle) et Pierre Marret au chant.
  - Vincent Grass (Le Livre de la jungle 2)

## Chanson
La Patrouille des éléphants (Colonel Hathi's March) - Colonel Hathi et les éléphants